# Мармадьюк Танстелл
Мармадю́к Та́нстелл (англ. Marmaduke Tunstall; *1743, Буртон-Констебль, Йоркшир — †11 жовтня 1790) — англійський орнітолог і колекціонер. Його робота Ornithologica Britannica (1771 рік), ймовірно була першою британською роботою із використанням біноміальної номенклатури.
Танстелл народився в Буртон-Констеблі, Йоркшир. В 1760 році він успадкував сімейні володіння Скарджіл, Гуттон, Лонг-Валлерс і Вайкліфф. Будучи католиком, він навчався в місті Дуе у Франції. Після закінчення навчання він переселився на вулицю Велбек в Лондоні, де заснував великий музей та колекцію живих тварин. Після його одруження в 1776 році, музей переїхав до Вайкліффа та був на той час одним з найкращих в країні.
Танстелл був членом Лондонського товариство антикварів з 21 року, та в 1771 році був обраний до Королівського товариства.
Танстелл помер у Вайкліффі, його володіння відійшли до його брата, Вільяма Констебля, який запросив Томаса Бевіка зробити малюнки зразків птахів. Пізніше колекція була куплена Ньюкастльським товариством в 1822 році і стала основою Ньюкастльского музею.